# Wollmesheimer Wald

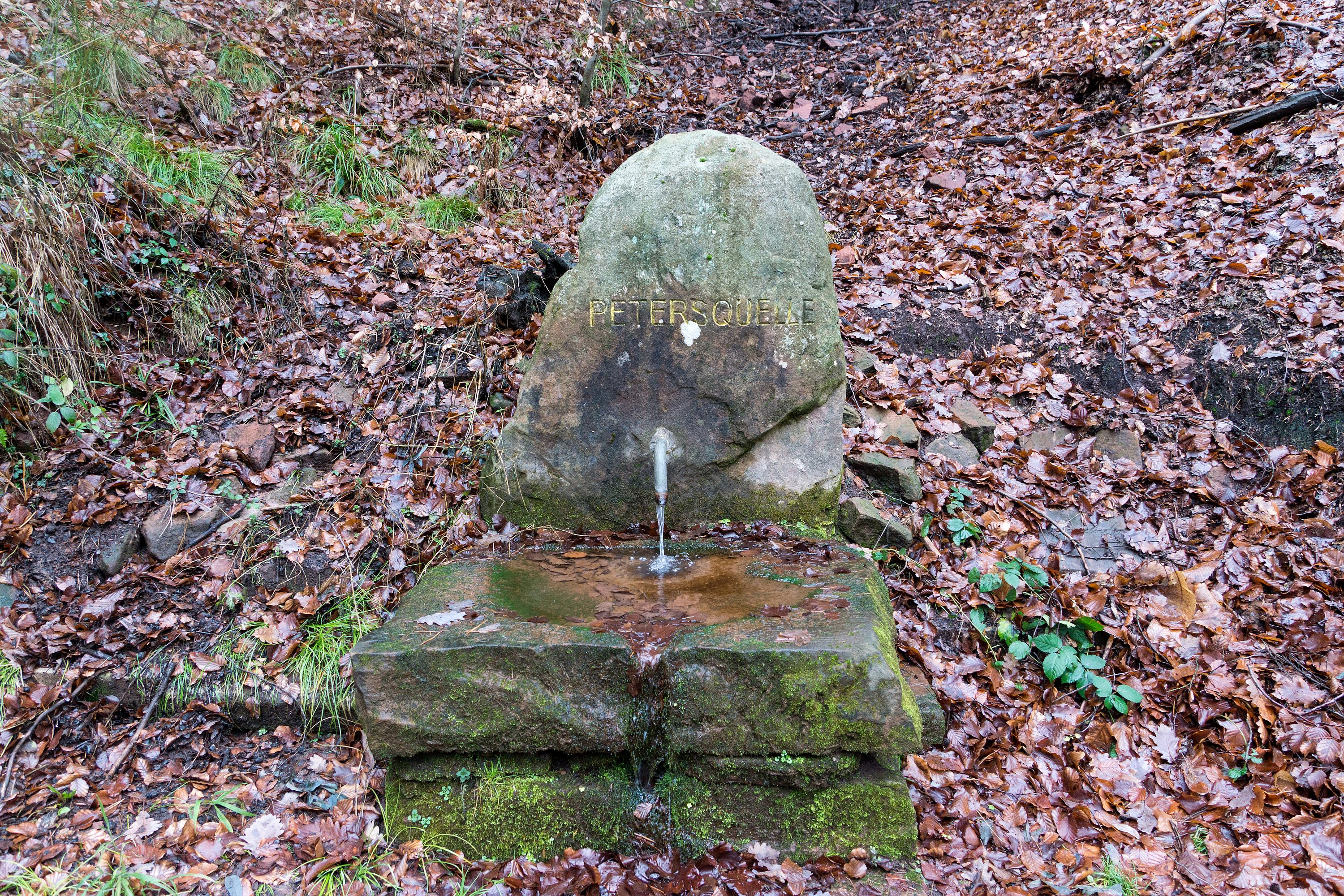
Petersquelle
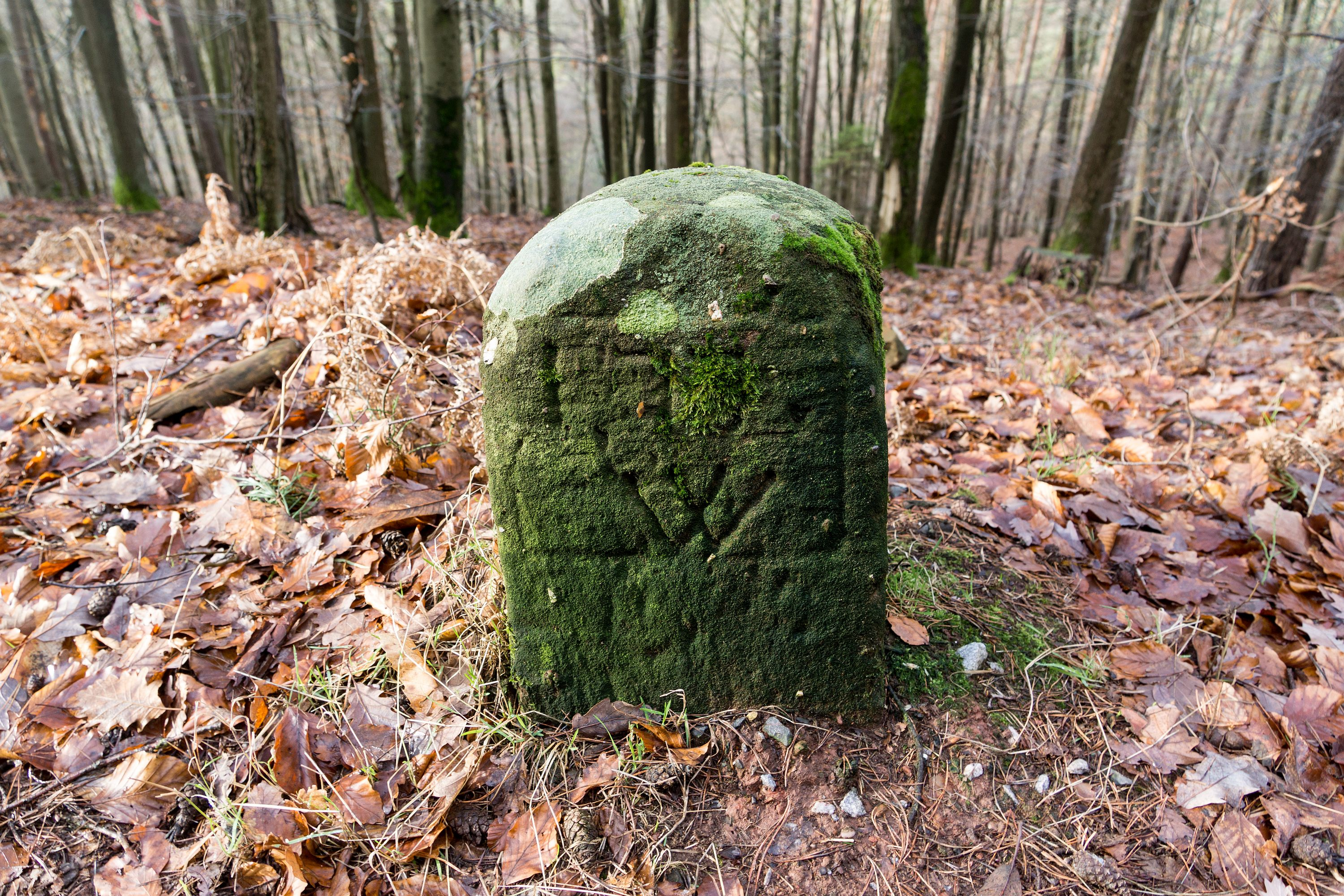
Grenzstein im Wollmesheimer Wald

Der Wollmesheimer Wald ist eine der zwei Exklaven der Stadt Landau in der Pfalz. Das Waldgebiet ist rund 78 ha groß.
Die nächstgelegene Siedlung ist die südlich der Exklave gelegene Gemeinde Waldhambach. Die höchste Erhebung ist der Schletterberg mit seinem Nebengipfel von 517,9 m ü. NHN. Im Waldgebiet gibt es zwei Quellen, die in den Wolfsbach entwässern.
Ursprünglich war das Waldgebiet Teil der Rothenburger Geraide, deren gemeinsame Nutzungsrechte bei den Gemeinden Eschbach, Ilbesheim, Leinsweiler und Wollmesheim lag. Bei der Aufteilung der Geraide 1846 erhielt die Gemeinde Wollmesheim das Gebiet. Mit der Eingemeindung von Wollmesheim nach Landau im Jahr 1972 kam es zur Stadt Landau.